# 유럽 고속도로 952호선
유럽 고속도로 952호선(European route E952)은 그리스의 프레베자에서 라미아까지 이르는 총연장 247 km의 거리를 이루는 B-클래스급 고속도로이다. 통과하고 있는 국가는 오로지 그리스 뿐이다.

## 통과하는 지역
- 그리스
  - 프레베자
  - 보니차(영어판)
  - 암필로키아(영어판)
  - 아그리니오
  - 카르페니시
  - 라미아 (E65, E75)